# Almere Poort
Almere Poort ist ein Stadtteil von Almere in der niederländischen Provinz Flevoland. Die erste Bebauung begann im Jahr 2000. Das erste gewerbliche Gebäude wurde 2005 fertiggestellt. Heute hat der Stadtteil 21.815 Einwohner. Almere Poort war nicht in der ursprünglichen Stadtplanung vorgesehen.
Der Stadtteil erhielt seinen Namen als Portal von Amsterdam nach Almere.

## Lage und Anbindung
Almere Poort liegt am westlichen Ufer des IJmeers, wobei der Strand von Almeerderstrand die westliche Grenze der Gemeinde (sowie der Provinz) bildet. Er grenzt im Süden an Almere Haven, im Osten an Almere Stad und im Norden an den noch nicht erschlossenen (ab 2012) ausgewiesenen Stadtteil Almere Pampus. Die Rijksweg 6 (Autobahn) verläuft entlang der Südgrenze des Bezirks mit einer Ausfahrt in Poortdreef und einer Ausfahrt in Hogering, wobei letztere entlang der Ostgrenze verläuft. Die Eisenbahnlinie Flevolijn verläuft durch die Gemeinde, wobei Nahverkehrszüge am Bahnhof Almere Poort halten. Der ehemalige Bahnhof von Almere Strand, der nur bei Veranstaltungen in Almeerderstrand angefahren wurde, lag ebenfalls innerhalb der Grenzen von Almere Poort. Er wurde 2012 abgerissen. Seitdem verkehren bei Veranstaltungen Busse zwischen dem Bahnhof Almere Poort und Almeerderstrand.

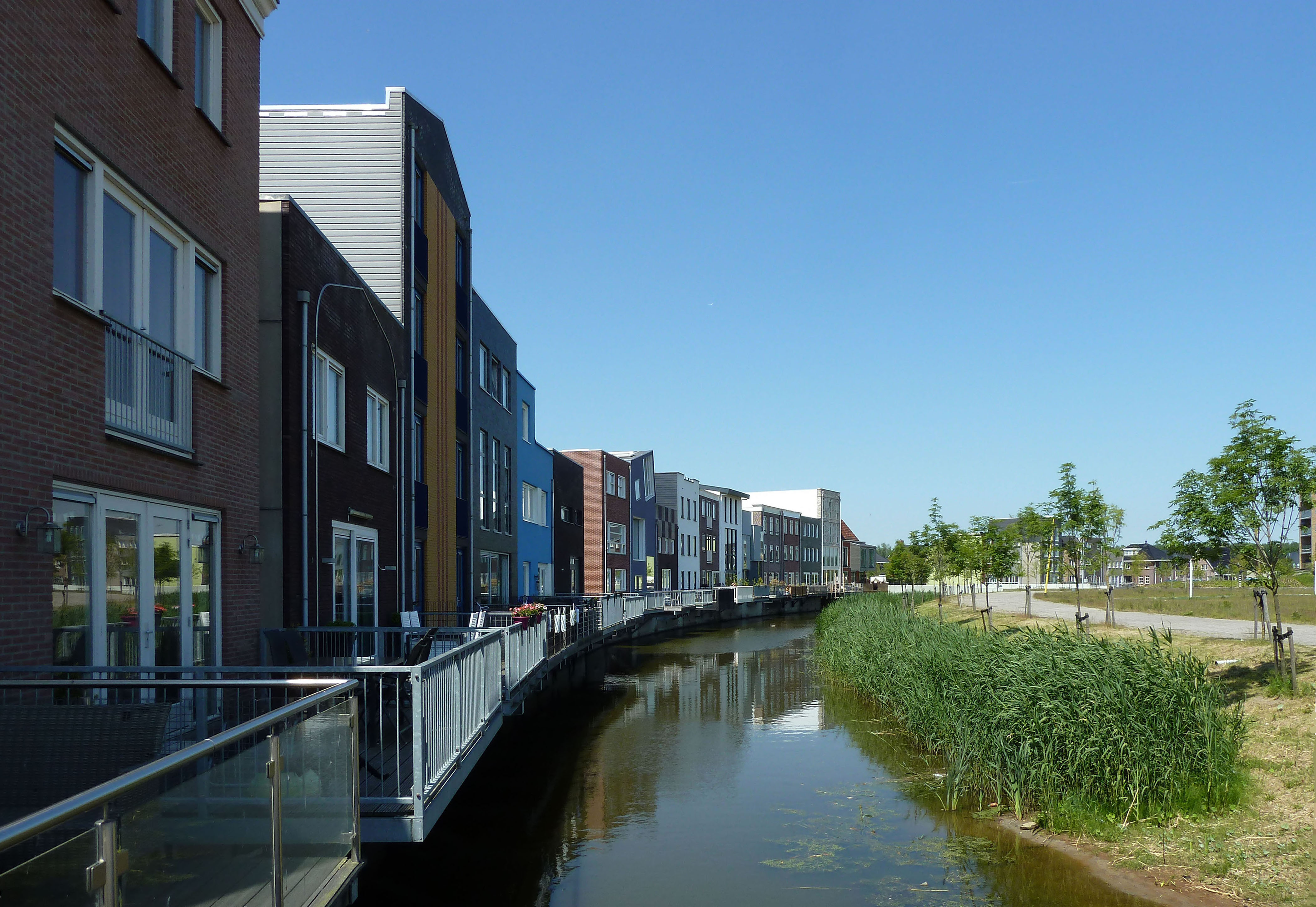
Gebäude in Duin

## Ortsteile
Almere Poort unterscheidet sich von den anderen Stadtteilen dadurch, dass die Wohnbebauung nicht dem für andere Stadtteile von Almere typischen Modell folgt, bei dem es sich meist um große Einfamilienhaussiedlungen handelt, die nach einem gemeinsamen Plan gebaut werden. Im Gegensatz dazu verfügt der Bezirk sowohl über hochverdichtete Wohnhäuser als auch über Grundstücke, die für die freie private Wohnbebauung zur Verfügung stehen. Ebenfalls im Gegensatz zu älteren Bezirken von Almere bezeichnet Almere Poort seine Wohngebiete als kwartieren und nicht als wijken.
Die Ortsteile sind:
- Columbuskwartier
- Duin
- Europakwartier
- Homeruskwartier
- Olympiakwartier

## Bevölkerungsentwicklung
|           | 2005 | 2010  | 2015  | 2020   | 2022   |
| --------- | ---- | ----- | ----- | ------ | ------ |
| Einwohner | 134  | 1.764 | 9.480 | 16.755 | 19.390 |